# Картимандуа
Картимандуа (Cartimandua; Cartismandua) е кралица на келтското племе бриганти (43 – 69 г.) в Северна Англия (днешен Йокшир) в началото на римското господство над Британия. Картимандуа е сред единадесетте „крале“, които според Триумфалната арка на Клавдий, се предават на римляните без борба.
Историкът Публий Корнелий Тацит пише за нея. През 51 г. тя предава на римляните търсещия при нея убежище княз на силурите Каратак, окован във вериги. Тя получава римско гражданство.
Картимандуа е омъжена за Венуций, с когото се развежда и се омъжва за Велокат, бивш носител на оръжието на Венуций и го прави съ-регент.